# Le Thuit-Anger
Le Thuit-Anger foi uma antiga comuna francesa na região administrativa da Normandia, no departamento de Eure. Estendia-se por uma área de 3,03 km². Em 2010 a comuna tinha 638 habitantes (densidade: 210,6 hab./km²).
Em 1 de janeiro de 2016, passou a formar parte da nova comuna de Le Thuit-de-l'Oison.